# Obležení Homsu
Obležení Homsu bylo střetem mezi syrskou armádou a syrskou opozicí ve městě Homs.

## Obležení

### 2011 - 2012
Od poloviny března roku 2011 v Sýrii začínají povstání a protesty proti diktátorovi Bašáru al-Asadovi. Prezident Sýrie Bašár al-Asad tak začal násilně obléhat města se spiklenci a hromadně je zavírat, což vyvolalo rychlé povstání v jiných městech, jako je právě Homs.
Postupem času roku 2011 se město Homs stalo známým bojištěm, a proto ho navštívili arabští pozorovatelé, kteří kladli za cíl ukončit kruté boje v Sýrii. Tanky Syrské armády se sice stáhly nebo byly ukryty, ale na konci ledna roku 2012 mise skončila neúspěchem, z důvodu velké nesnášenlivosti a neukončení silného odporu proti Bašáru al-Asadovi syrskou opozicí, a proto se město stalo znovu bojištěm.
V lednu 2012 Asad nasadil do bojů proti syrské opozici ve městě i chemické zbraně.
V únoru 2012, po neúspěchu mise, začala ofenzíva syrské armády, která měla odpor Homsu zlomit. V březnu roku 2012 probíhaly tvrdé a stále častější střety mezi armádními a rebelskými jednotkami. Výsledek ofenzívy dopadl tak, že bylo zabito mnoho prodemokratických rebelů, popřípadě islamistů i civilistů, a tím syrská armáda dokázala mít pod kontrolou 70 % ulic města. Zbytek roku 2012 zůstal patovým, avšak syrská armáda pořádala cyklické útoky, které často vyhrávala, ale stále neovládla celé město.

### 2013 - 2014
Na začátku roku 2013 boje ve městě ustávaly, ale úplně neskončily. Rebelové z Homsu měli ale v polovině roku 2013 na mále, protože se vítězství začalo přikloňovat k Asadově armádě. Tou dobou už se rebelové drželi jen v některých čtvrtích města. Povstalci byli v září 2013 odříznutí od léků a jídla, ale syrská armáda zakázala do obklíčených čtvrtí kohokoliv pouštět, přesto se rebelové odmítli vzdát. Do října 2013 se povstalci dokázali přesouvat a organizovat přes tunely, ale syrská armáda všechny vchody do tunelů zničila, takže jsou rebelové od této fáze ve městě zcela obklíčeni.
25. ledna 2014 začalo jednání mezi syrskou vládou a opozicí, podle kterého ženy a děti mohly opustit město. Muži ale museli armádě nahlásit svoje jména. 6. února (2014) se syrská vláda s opozicí dohodla na humanitární pomoc pro homské obyvatele, tedy na třídenním ukončení palby. Následujícího dne začala evakuace. Příměří bylo ale prodlouženo o další tři dny, aby došlo k evakuaci dalších obyvatel. Sýrie začala vyslýchat muže, kteří odcházejí z obklíčení (z ulic držených povstalci). Některé vyslýchané muže odvezla syrská armáda neznámo kam. Příměří bylo nakonec ujednáno do půlnoci 15. února, díky čemuž byla evakuována zhruba polovina civilistů. Evakuace civilistů z částí města ovládané rebely však zcela neskončila, ale boje se nezastavily, a tak se z obklíčení začali dostávat další obyvatelé, kteří ale byli pod palbou.

Situace v Homsu v dubnu 2014

Známým se ve městě stal Frans van der Lugt, který natáčel videa na Youtube, za účelem upozornit na humanitární krizi v obleženém městě, ale 7. dubna (2014) byl zavražděn neznámými muži. Tato zpráva otřásla světem, jelikož byl snad posledním Evropanem žijícím v centru města, zpráva ranila i papeže Františka. Na rozdíl od února a března, kdy probíhaly úspěšné humanitární akce, byl duben podstatně horší. Na konci dubna roku 2014 se an-Nusrá přihlásila k pumovému útoku, který zabil asi 100 lidí, z nichž bylo asi 80 civilisti. Jedná se o nejkrvavější incident za celé tři roky v Homsu. Od 5. května platí v Homsu příměří, které mělo připravit rebely na dohodnuté stáhnutí z města. 7. května se po více než třech letech rebelové stahují z Homsu. Do 9. května 2014 se všichni rebelové z města stáhli.

## Následky
První demonstrace začaly na počátku Arabského jara i v tomto městě. Homs bylo jedno z prvních a nejkrutějších bojišť v Sýrii. V provincii Homs po provincii Halab zemřelo od března 2011 do listopadu 2013 nejvíce dětí.